# La Souche
La Souche är en kommun i departementet Ardèche i regionen Auvergne-Rhône-Alpes i sydöstra Frankrike. Kommunen ligger  i kantonen Thueyts som ligger i arrondissementet Largentière. År 2022 hade La Souche 384 invånare.

## Befolkningsutveckling
Antalet invånare i kommunen La Souche
Referens: INSEE

## Galleri

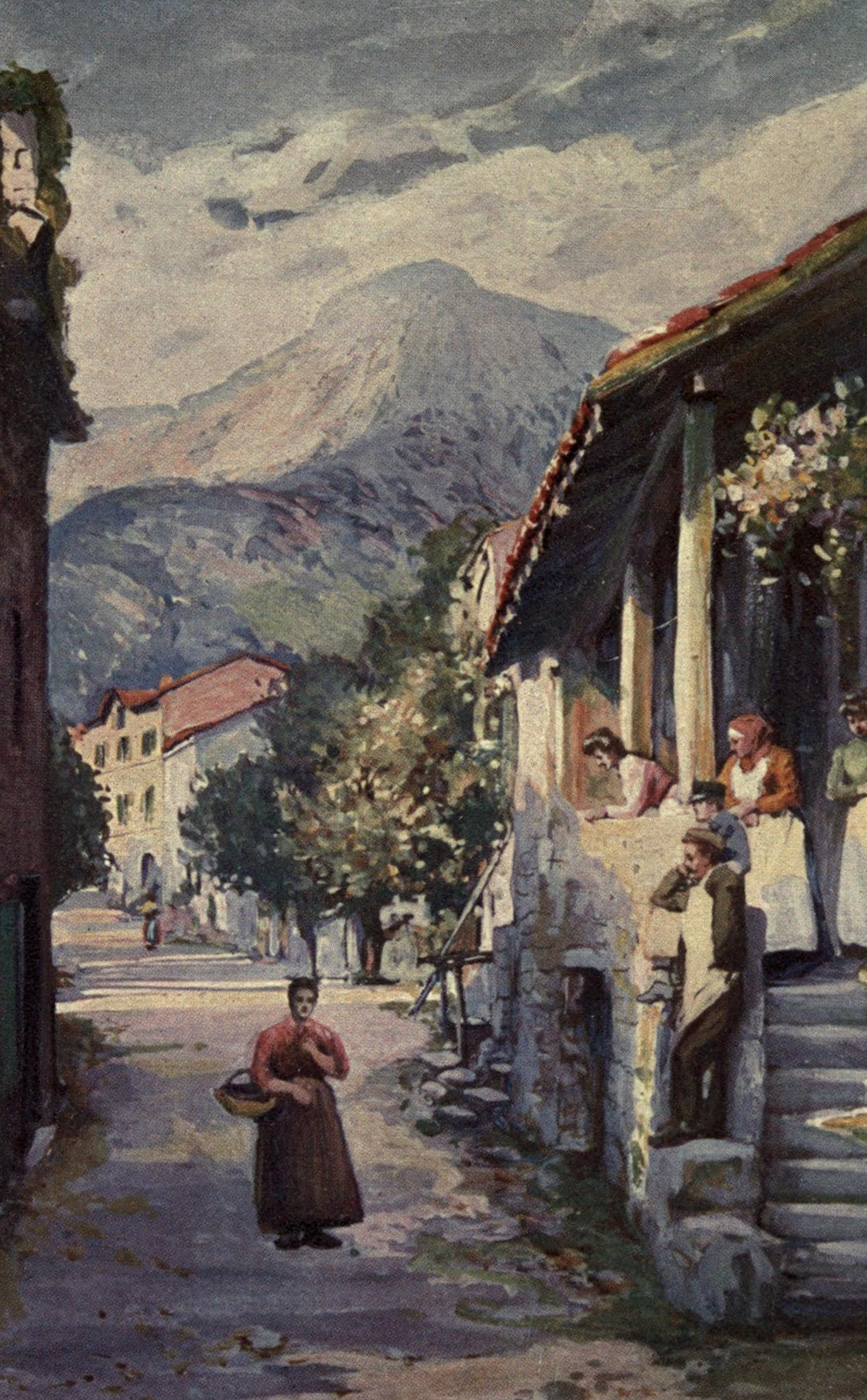
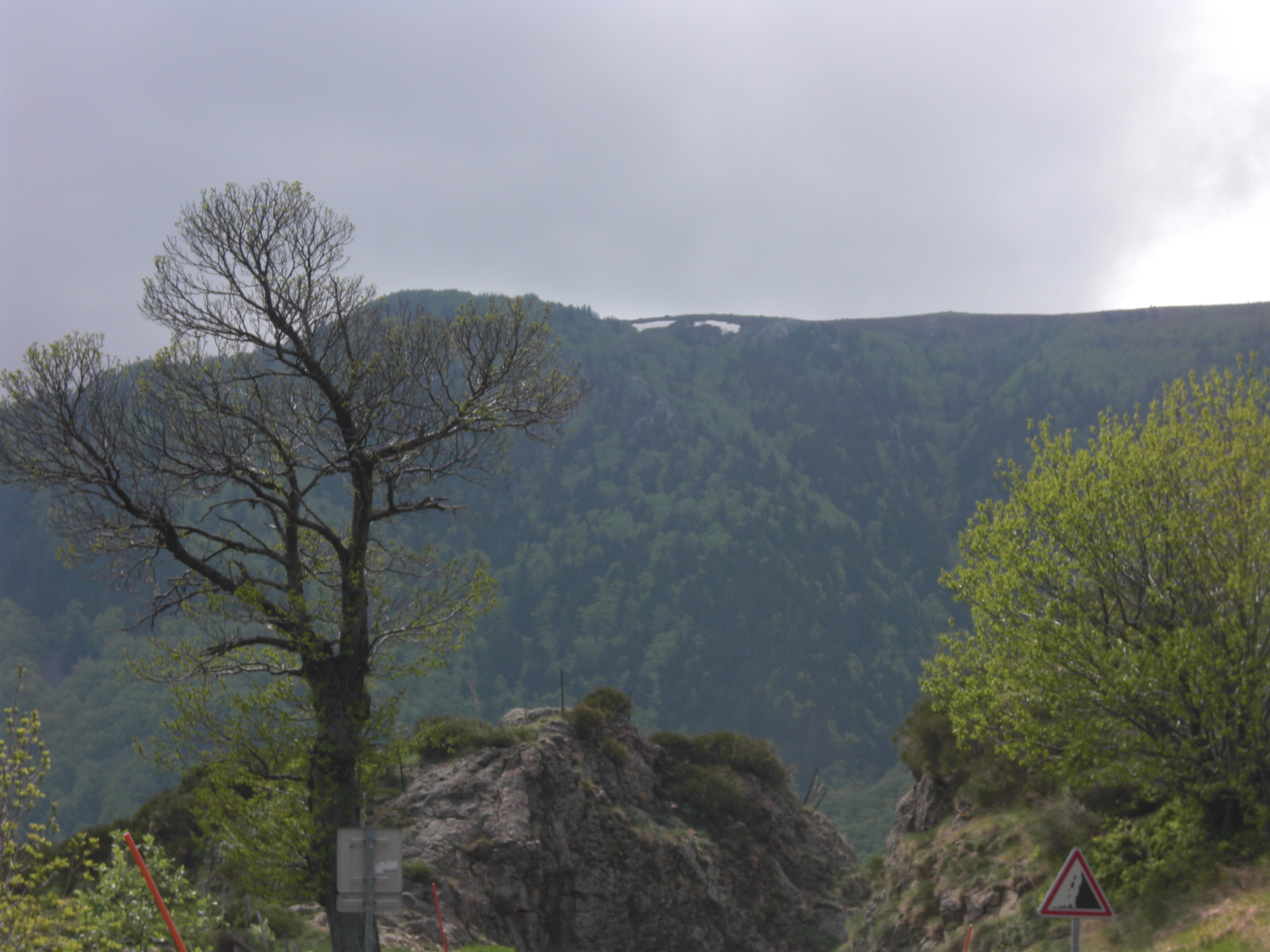
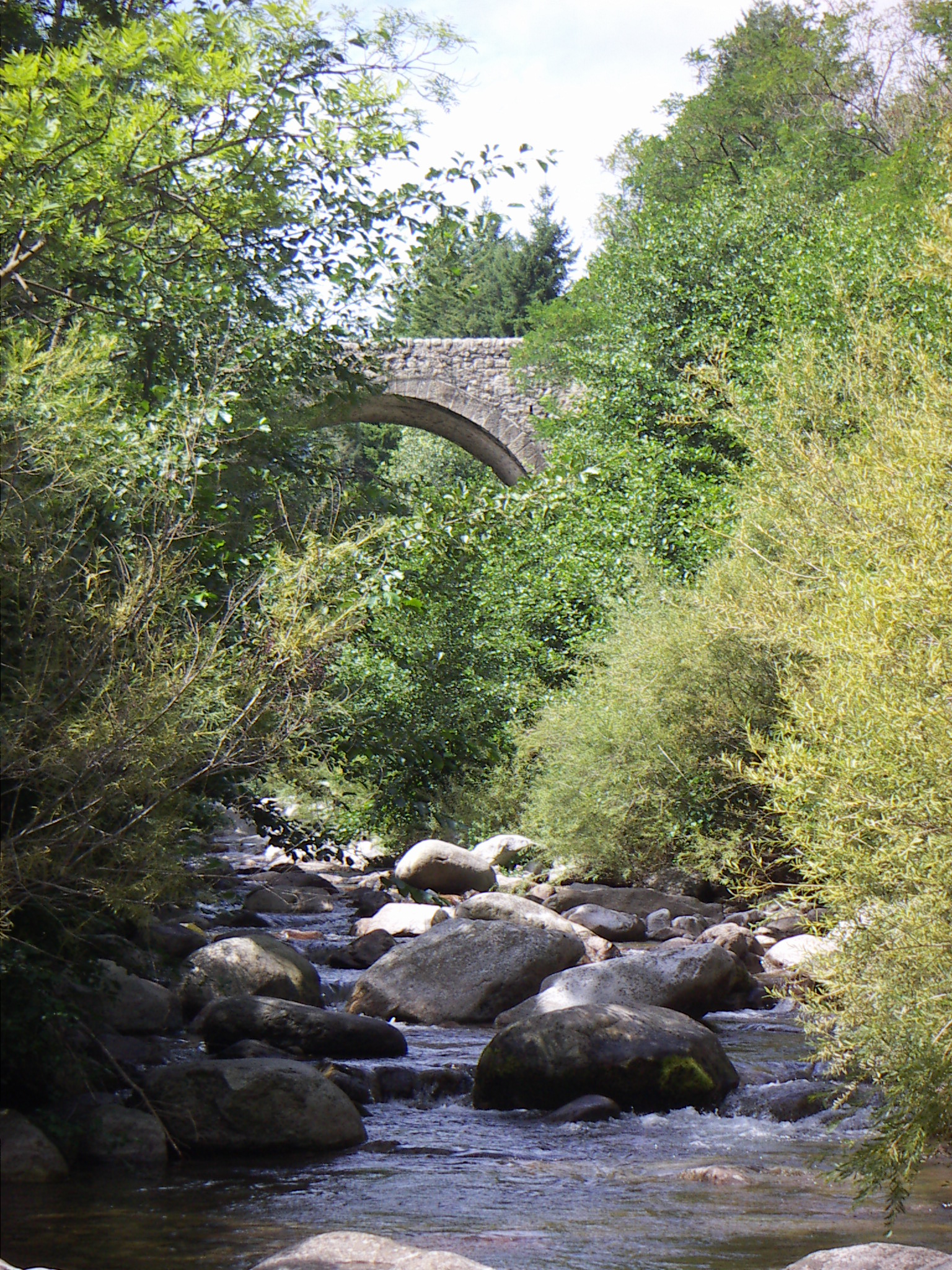
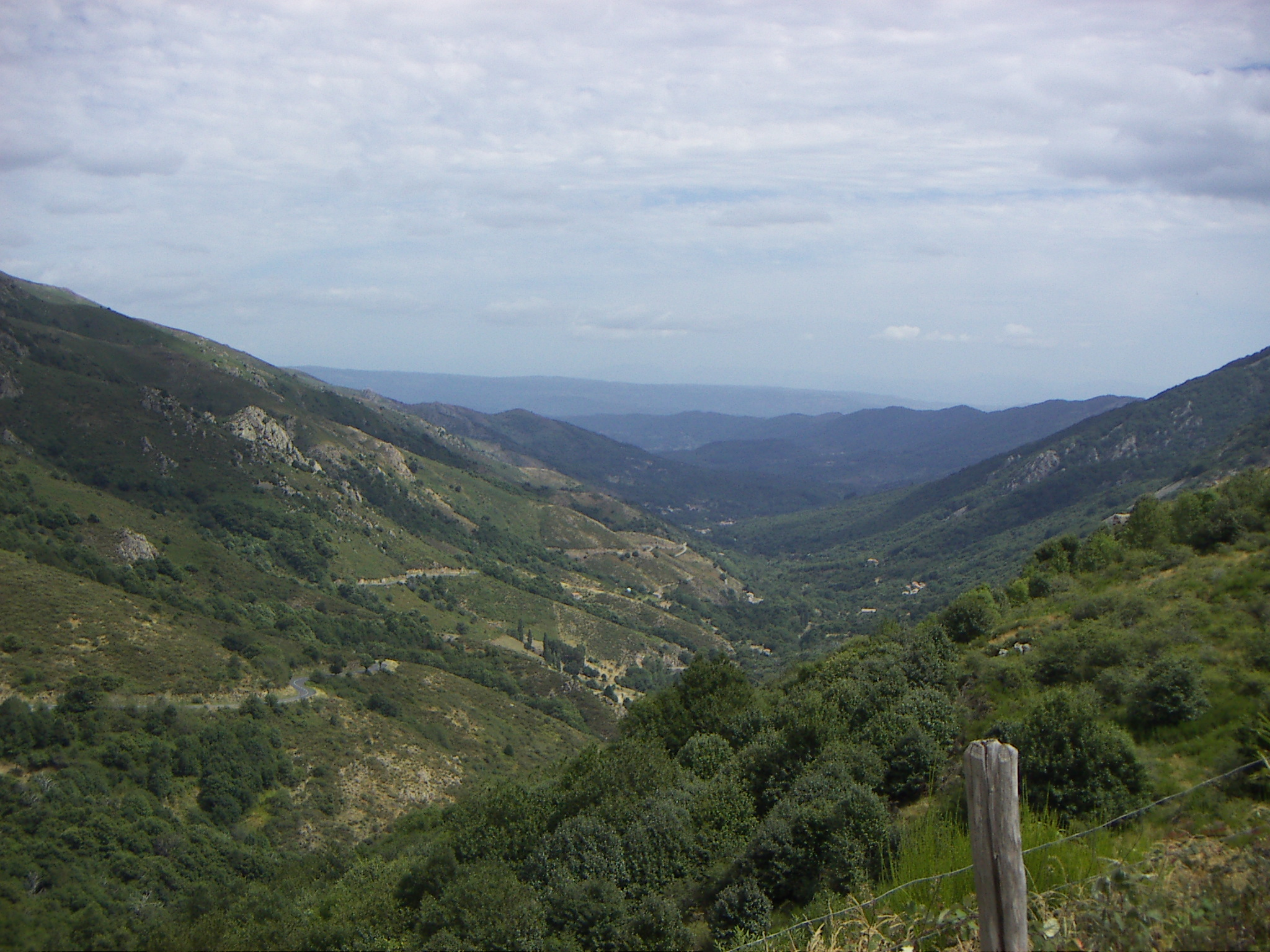